# Ma vie de dindon
Ma vie de dindon ou Ma vie de dinde en France (My Life as a Turkey) est un épisode télévisé de la série Natural World diffusée pour la première fois le 1er août 2011, sur la chaine britannique BBC. Il a ensuite été diffusé le 16 novembre de la même année sur la chaine américaine PBS. Ce documentaire a reçu un prix Emmy Award en 2012, à titre d'émission remarquable sur la nature. Il est adapté du livre Illumination in the Flatwoods (littéralement l'Illumination dans la forêt pinifère) de Joe Hutto, qui a aussi coécrit et participé à l'épisode télévisé.

## Synopsis
Ma vie de dindon décrit le quotidien que John Hutto partage avec une couvée de dindons sauvages, avec laquelle il vivra pendant un an et demi. Les dindons s'étant imprégnés de lui dès leur sortie de l'œuf, ils le suivent alors qu'il leur fait découvrir les boisés entourant sa maison en Floride. Impressionné par leur curiosité et leur instinct, Hutto décrit comment ces oiseaux maturent au fil du temps, et comment sa relation avec eux évolue. Finalement, les dindons deviennent indépendants et délaissent Hutto.